# Sumśke (obwód charkowski)
Sumśke (ukr. Сумське) – wieś na Ukrainie, w obwodzie charkowskim, w rejonie kupiańskim. W 2001 liczyła 113 mieszkańców, spośród których 106 posługiwało się językiem ukraińskim, 6 rosyjskim, a 1 białoruskim.